# 太田荘 (信濃国)
太田荘（おおたのしょう）は、信濃国水内郡（現在の長野県長野市）にあった荘園。

## 歴史
平安時代の『和名類聚抄』には水内郡「大田郷」として見え、長承3年（1134年）に、関白藤原忠実の娘・高陽院泰子が鳥羽上皇に入内した際に、摂関家に寄進され荘園として成立した。高陽院の家政機関である御倉町直属として、別当の管理下にあり、家司の平信範が、久安年間に預所として僧定寛を任命し、その下命を受けて、現地の田堵が執行や、年貢の負担・運上に従事した。後に近衛家に伝領された当荘は、政所が置かれた神代郷をはじめ十八郷から成っていた。島津氏に相伝された「信濃国太田庄相伝系図」には田数340余町とある。
鎌倉時代には、『吾妻鏡』文治2年3月12日（1186年4月3日）条に後白河法皇から源頼朝に示された「関東御知行国々内乃具未済庄々注文」に藤原基通領として見える。承久の乱の勲功として、承久3年（1221年）、島津忠久に地頭職が安堵され、地頭請所となった。鎌倉幕府は輪番をもって、信濃国の御家人に諏訪大社の五月会・御射山の祭祀の頭役を勤めさせており、島津忠久や島津忠時、その他の一門も太田荘地頭として神役を勤仕している。荘内の神代郷、津野郷等は島津氏宗家から伊作家に分割相続され、その分の年貢は本領の薩摩国に運上された。
また金沢実時も荘内の大蔵郷、石村郷の一方地頭となっており、延慶3年（1310年）に称名寺に寄進した。同寺は寺僧に荘園経営を請け負わせ、信濃国では稀有な例として、大蔵郷では名が置かれ、元徳3年（1331年）には代官僧の道円坊が大名2人、小名8人、浮免2人の耕作分を請け負っている。
南北朝時代になると、大蔵郷地頭職は建武3年（1336年）に足利直義によって従来通り称名寺に安堵されたが、同5年（1338年）足利尊氏によって、倒幕の勲功として島津宗久に与えられたことで、両者に訴訟沙汰が発生した。改めて直義によって称名寺に返付されたが、現地の代官高梨氏による横領が続いたことで、室町幕府は守護代大井光長に停止させるように命じたが、鎌倉幕府の後ろ盾を失った称名寺の支配は実現しなかった。暦応2年（1339年）、領家の近衛基嗣は東福寺海蔵院に当荘を寄進した。応安3年（1370年）以後、高梨氏が浅野郷、大蔵郷を所領とした。至徳4年（1387年）斯波義種の守護代・二宮氏泰は、東福寺の意向を受け、荘内の石村南郷の年貢を差し押さえ、島津氏や高梨氏と対立した。将軍足利義持は守護小笠原長秀に命じて、当荘の押妨人を排除するよう命じたため、応永7年（1400年）の大塔合戦の端緒となった。